# Kísilvegur
Der Kísilvegur ist eine Hauptstraße im Nordosten von Island.
Er verbindet die Ringstraße  am Myvatn mit dem Norðausturvegur .
Aus dem See wurde Kieselgur abgebaut und zwischen 1966 und 2004 in einem Werk in Reykjahlíð verarbeitet.
Das fertige Produkt wurde über Húsavík exportiert.
Dazu wurde diese Straße 1967 gebaut.
Das isländische Wort kísill bedeutet Kiesel oder Silizium.
Das isländische Wort für Kieselgur ist kísilgúr, oder auch barnamold und pétursmold.
Jetzt beginnt der Kísilvegur nördlich des Sees, wo die Ringstraße nach Süden abzweigt.
Als die Ringstraße südlich des Sees durch den Ort Skútustaðir verlief, war sie 4 km länger und führte bis nach Reykjahlíð.
Der Hólasandur ist eine Sandwüste, über die es früher schon Wege gegeben hat.
Die Þverá fließt in den See Langavatn, dessen Abfluss die Reykjakvísl ist.
Der Hvammavegur  ist  8 km lang und überbrückt die Laxá í Aðaldal.
Hveravellir, nicht zu verwechseln mit dem im isländischen Hochland,  ist das größte Geothermalgebiet im Reykjahverfi zu dem auch Reykjavellir gehört.
Von hier wird über eine 18 km lange Rohrleitung Húsavík mit Heißwasser versorgt.
Die weiteren Flüsse Helgá, Þverá und Skógaá sind rechte Nebenflüsse der Reykjakvísl, die zum Mýrarkvísl wird und in die Laxá í Aðaldal mündet.
Der Kísilvegur ist in ganzer Länge asphaltiert und endet nach 42 km am Norðausturvegur .